# Ferdinando Ruggieri
Pour les articles homonymes, voir Ruggieri.

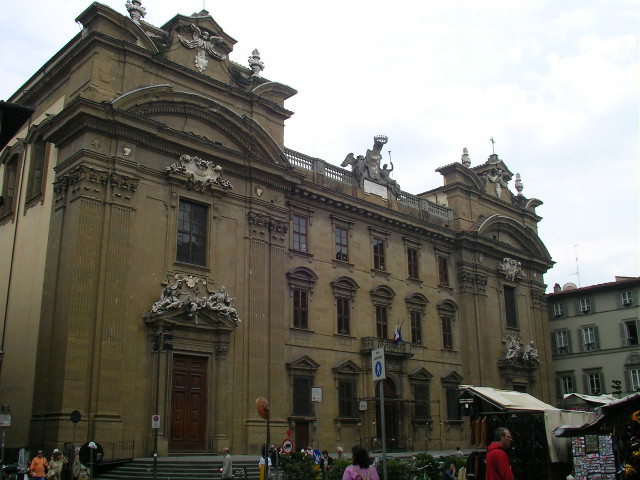
Façade du Complesso di San Firenze

Ferdinando Ruggieri (Florence, 1691 – Florence, 1741) est un architecte italien baroque de école florentine.

## Biographie
Son chef-d'œuvre est la façade du Complesso di San Firenze (1715).
Il travailla au Palais Bastogi (maintenant Capponi), au Palais de Gino Capponi pour les frères Scipione et Francesco Maria Capponi vers 1740.
Il fut commandité à la reconstruction de l'église Santa Felicita en 1735 et reconstruisit le petit campanile de San Lorenzo (1740) détruit en 1427 par un incendie.
Il travailla même à Sienne (à la reconstruction de Palais Sansedoni) et à Empoli, où il soigna la reconstruction de la Collegiata de Sant'Andrea, pour lequel il compléta la façade en marbres de deux couleurs, du style roman toscan, sur la partie inférieure, en 1736.

## Ouvrages
- Scelta di architetture antiche e moderne della città di Firenze, en trois volumes édités en 1755.
- La Pianta della città di Firenze (1731) qui indique les limites de ces quatre quartiers et un cartouche inventorie, pour chacun d'eux, les édifices les plus importants (Fanelli 1980).

## Sources
- (it) Cet article est partiellement ou en totalité issu de l’article de Wikipédia en italien intitulé « Ferdinando Ruggieri » (voir la liste des auteurs).